# Княжна Мери (фильм, 1955)
«Княжна Мери» — советский художественный фильм, снятый в 1955 году режиссёром Исидором Анненским, экранизация романа М. Ю. Лермонтова «Герой нашего времени».

## Сюжет
Цветной фильм рассказывает о романтической истории офицера Печорина, чья безрассудная любовная игра оборачивается трагедией и для него самого — человека, явно не вписывающегося в законы времени, в котором приговорила его жить судьба…

## В ролях
- Анатолий Вербицкий — Печорин
- Карина Шмаринова — княжна Мери
- Леонид Губанов — Грушницкий
- Михаил Астангов — доктор Вернер
- Клавдия Еланская — княгиня Лиговская
- Татьяна Пилецкая — Вера
- Фёдор Никитин — князь Лиговской
- Виталий Полицеймако — драгунский капитан
- Татьяна Панкова — дама с бородавкой на балу
- Виктор Кольцов — пьяный на балу
- Георгий Георгиу — Раевич
- Арутюн Акопян — Альфельбаум, фокусник
- Дмитрий Кара-Дмитриев — слуга
- Капитолина Ильенко — дама (нет в титрах)
- Николай Горлов — офицер (нет в титрах)
- Клавдия Козлёнкова — прислуга у Лиговской (нет в титрах)
- Вера Донская-Присяжнюк — гостья (нет в титрах)

## Съёмочная группа
- Режиссёр: Исидор Анненский
- Сценарист: Исидор Анненский
- Оператор: Михаил Кириллов
- Художник-постановщик: Александр Дихтяр
- Художник по костюмам: Эльза Рапопорт
- Композитор: Лев Шварц
- Звукорежиссёр: Дмитрий Флянгольц

## Критика
Кинокритик Людмила Погожева считала неудачным как сам фильм, так и решение образов Печорина и княжны Мери. «Костюмы героев, обстановка действия — всё это соответствует букве лермонтовской повести, — писала критик, — но душа её исчезла, мысль её — глубокая и грустная — оказалась искажённой». По мнению Погожевой, «актёру А. Вербицкому не удалось передать на экране богатство мыслей, чувств, переживаний, страстей лермонтовского героя». В отношении исполнительницы главной женской роли она дала ещё более жёсткую оценку: «Неудачно решён в фильме и образ княжны Мери. К. Санова, взятая на эту роль режиссёром Анненским по принципу предполагаемого типажного сходства и не являющаяся профессиональной актрисой, ни в малейшей степени не сумела передать особой прелести и обаяния лермонтовской героини».
Критик Зиновий Паперный писал, что в этом фильме «Лермонтова не больше, чем Чехова в фильме «Анна на шее», присутствует режиссёрское «назойливое стремление к пустозвонной декламации, к декоративной красивости» и «тенденция смотреть на искусство глазами Грушницкого».